# 태장동
태장동(台壯洞)은 대한민국의 강원특별자치도 원주시에 설치된 법정동이다.

## 개요
태장1동은 원주시청에서 동북방으로 2km 떨어진 거리에 위치한 도농복합지역으로서 치악산국립공원(구룡사)과 횡성(새말 톨게이트)이 연결되는 42번 국도와 5번 국도(현충로)가 교차하고 있다. 서쪽으로는 원주천을 경계로 하여 학성동, 동남쪽으로는 봉산동, 북쪽으로는 태장2동과 접해 있다. 태장2동은 시 북단에 위치하고 시청에서 4.4km 떨어져 있으며 1군사령부와 산하부대가 주둔하고 있는 특수지역으로 우산동과 태장1동·호저면·소초면과 인접하고 있다.
조선 성종의 왕녀 복란(福蘭) 공주의 태실(胎室)이 있으므로 ‘태장(胎藏)’이라 하였는데 일제때 편의상 태장(台庄)이라 하였다고 한다. 또 다른 설로는 후삼국에서 고려로 넘어가던 시대에 이곳에서 견훤과 왕건의 큰 싸움이 있었는데 왕건이 이곳에서 크게 패했다고 한다. 그 후로 패장(敗將)이라고 부르다 조선시대에 풍수지리상 크게 될 것 같다고 태장(台庄)이라고 바꾸었다고도 한다.
태장동(台庄洞)은 본래 원주군 본부면(원주읍)의 지역으로 태봉(胎峰)이 있으므로 태장(胎藏)이라 하였다. 1914년 행정구역 폐합에 따라 이리(二里)와 삼리(三里)의 각 일부를 병합하여 태장리라 하였고 1938년 원주읍제 실시에 의하여 태장정이 되었다. 1955년 원주가 시로 승격함에 따라 태장동 1·2구로 불리었고 1961년 연합동제에 따라 태장동으로 통합 운영되었으며 1970년 인구의 증가로 1·2동으로 나뉘어 현재에 이르고 있다.

## 법정동
- 태장동
- 봉산동
- 가현동(加峴)

## 문화재
- 원주 태장동 왕녀복란태실비 - 태장1동 소재, 강원도 유형문화재 제66호

## 교육
- 학성초등학교(1동)
- 장양초등학교 (2동)
- 태봉초등학교 (2동)
- 태장초등학교 (2동)
- 태장중학교 (1동)
- 북원중학교 (2동)
- 강원과학고등학교 (1동)

## 아파트
| 단지명                          | 건설사         | 시행사               | 주소             | 입주        | 비고     |
| ------------------------------- | -------------- | -------------------- | ---------------- | ----------- | -------- |
| 태장주공 4단지                  | 계룡건설산업   | 대한주택공사         | 흥양로51번길 20  | 2008년 5월  | 국민임대 |
| 태장천년나무 6단지              | 선진종합건설㈜ | 한국토지주택공사     | 치악로 1989      | 2020년 5월  | 국민임대 |
| 태장LH 8단지 행복주택           | 동문건설㈜     | 한국토지주택공사     | 소일마을2길 60   | 2023년 9월  |          |
| 흥화브라운빌                    | ㈜흥화공업     | ㈜흥화공업           | 현충로58번길 21  | 2006년 9월  |          |
| 금광포란재 1단지                | 금광건업㈜     | 금광건업㈜           | 포란재로 36      | 2006년 2월  |          |
| e편한세상 원주태장              | 대림산업       | 한국토지신탁         | 현충로232번길 42 | 2018년 12월 |          |
| 요진보네르카운티 2차            | ㈜요진산업     | ㈜요진건설           | 현충로 295       | 2007년 9월  |          |
| 원주태장 대원칸타빌 더 포레스트 | ㈜대원         | ㈜대원               |                  | 2023년 7월  |          |
| 성호샤인힐즈 2차                | 성호건설       | ㈜뉴에이주택사업개발 | 현충로58번길 71  | 2004년 12월 |          |